# Virginia De Martin Topranin
Virginia De Martin Topranin (* 20. August 1987 in Innichen) ist eine ehemalige italienische Skilangläuferin.

## Werdegang
De Martin Topranin nahm von 2005 bis 2010 am Alpencup teil, den sie 2010 mit dem zweiten Platz in der Gesamtwertung beendete. Ihr erstes Weltcuprennen lief sie im November 2010 bei der Nordic Opening in Kuusamo, das sie mit dem 40. Platz beendete. Im Dezember 2010 erreichte sie in La Clusaz mit dem zweiten Platz in der Staffel ihre erste und bisher einzige Podestplatzierung. Bei der Tour de Ski 2010/11 belegte sie den 24. Platz in der Gesamtwertung und holte damit auch ihre ersten Weltcuppunkte. Bei den nordischen Skiweltmeisterschaften 2011 in Oslo erreichte sie den 35. Platz im 15-km-Verfolgungsrennen und den 34. Rang über 10 km klassisch. Die Tour de Ski 2011/12 schloss sie mit dem 17. Platz in der Gesamtwertung ab. Im Dezember 2012 schaffte sie in Canmore mit dem achten Rang im 10-km-Massenstart ihre erste und bisher einzige Top-Zehn-Platzierung in einen Einzelrennen im Weltcup. Bei der Tour de Ski 2012/13 kam sie auf den 24. Platz in der Gesamtwertung. Ihre besten Platzierungen bei den nordischen Skiweltmeisterschaften 2013 im Val di Fiemme waren der 19. Platz im 15-km-Skiathlon und der achte Rang in der Staffel. Bei den Olympischen Winterspielen 2014 in Sotschi belegte sie den 44. Platz im 15-km-Skiathlon und den achten Platz in der Staffel. In der Saison 2014/15 erreichte sie den 66. Platz bei der Nordic Opening in Lillehammer und den 23. Platz bei der Tour de Ski 2015. Bei den nordischen Skiweltmeisterschaften 2015 in Falun belegte sie den 25. Platz im Skiathlon, den 24. Rang im 30-km-Massenstartrennen und den neunten Platz mit der Staffel. Im September 2015 gewann sie bei den Rollerski-Weltmeisterschaften im Val di Fiemme die Bronzemedaille im 19-km-Massenstartrennen. In der Saison 2015/16 belegte sie den 33. Platz bei der Weltcup-Minitour in Ruka und den 17. Rang bei der Tour de Ski 2016. Dabei erreichte sie mit dem siebten Platz bei der 10-km-Massenstartetappe im Fleimstal ihr bestes Weltcupeinzelergebnis. Zum Saisonende kam sie auf den 22. Platz bei der Ski Tour Canada und erreichte den 28. Platz im Gesamtweltcup. Nach Platz 49 bei der Weltcup-Minitour in Lillehammer zu Beginn der Saison 2016/17, errang sie den 24. Platz bei der Tour de Ski 2016/17 und erreichte abschließend den 66. Platz im Gesamtweltcup. Bei den nordischen Skiweltmeisterschaften 2017 in Lahti kam sie auf den 41. Platz über 10 km klassisch und auf den 32. Rang im Skiathlon. In der Saison 2017/18 und 2018/19 startete sie im Alpencup und nahm im Januar 2018 in Planica letztmals am Weltcup teil, wobei er den 38. Platz über 10 km klassisch errang.

## Platzierungen im Weltcup

### Weltcup-Statistik
Die Tabelle zeigt die erreichten Platzierungen im Einzelnen.
- 1.–3. Platz: Anzahl der Podiumsplatzierungen
- Top 10: Anzahl der Platzierungen unter den ersten zehn
- Punkteränge: Anzahl der Platzierungen innerhalb der Punkteränge
- Starts: Anzahl gelaufener Rennen in der jeweiligen Disziplin
- Hinweis: Bei den Distanzrennen erfolgt die Einordnung gemäß FIS.

| Platzierung         | Distanzrennen a | Distanzrennen a | Distanzrennen a | Distanzrennen a | Distanzrennen a | Skiathlon Verfolgung | Sprint | Etappen- rennen b | Gesamt | Team   | Team    |
| Platzierung         | ≤ 5 km          | ≤ 10 km         | ≤ 15 km         | ≤ 30 km         | > 30 km         | Skiathlon Verfolgung | Sprint | Etappen- rennen b | Gesamt | Sprint | Staffel |
| ------------------- | --------------- | --------------- | --------------- | --------------- | --------------- | -------------------- | ------ | ----------------- | ------ | ------ | ------- |
| 1. Platz            |                 |                 |                 |                 |                 |                      |        |                   |        |        |         |
| 2. Platz            |                 |                 |                 |                 |                 |                      |        |                   |        |        | 1       |
| 3. Platz            |                 |                 |                 |                 |                 |                      |        |                   |        |        |         |
| Top 10              |                 | 2               |                 |                 |                 | 1                    |        |                   | 3      |        | 4       |
| Punkteränge         | 6               | 15              | 1               | 2               |                 | 28                   | 1      | 9                 | 62     | 2      | 9       |
| Starts              | 22              | 33              | 2               | 3               |                 | 41                   | 31     | 16                | 148    | 2      | 9       |
| Stand: Karriereende |                 |                 |                 |                 |                 |                      |        |                   |        |        |         |

### Weltcup-Gesamtplatzierungen
| Saison  | Gesamt | Gesamt | Distanz | Distanz | Sprint | Sprint |
| Saison  | Punkte | Platz  | Punkte  | Platz   | Punkte | Platz  |
| ------- | ------ | ------ | ------- | ------- | ------ | ------ |
| 2010/11 | 67     | 56.    | 39      | 47.     | -      | -      |
| 2011/12 | 148    | 48.    | 82      | 37.     | -      | -      |
| 2012/13 | 179    | 38.    | 129     | 30.     | -      | -      |
| 2013/14 | 16     | 98.    | 2       | 85.     | 14     | 64.    |
| 2014/15 | 54     | 68.    | 22      | 63.     | -      | -.     |
| 2015/16 | 274    | 28.    | 182     | 26.     | -      | -      |
| 2016/17 | 62     | 66.    | 34      | 55.     | -      | -      |